# MX (ракеты)
MX («Эм-Икс»; англ. аббр. MX от Missile Experimental — «ракета экспериментальная») — индекс американских ракетных вооружений и летательных аппаратов на реактивной тяге, находившихся на стадии проектирования и разработки в рамках государственных заказов Военно-воздушных сил США на проведение НИОКР, до принятия их на вооружение и запуска в серийное производство. Числительное, следовавшее за литерами «MX» означало код конкретного проекта, литеры «A», «B», «C» и далее по английскому алфавиту означали конкретную модификацию. Следует, однако, учитывать, что индекс «MX» имел внутриведомственный характер как индекс заказчика (англ. Customer Project Number), а по номенклатуре производителя эти модели могли фигурировать под другими наименованиями, точно так же, свою собственную классификацию опытных образцов применяли на флоте, а также в других видах вооружённых сил и родах войск. После принятия изделий на вооружение, индекс экспериментального образца «MX» заменялся на индекс серийных вооружений, например, LGM (от launched-from-silo to ground missile) — ракета класса «земля-земля» шахтного базирования; UGM (от underwater-to-ground missile) — баллистическая ракета подводных лодок, и тому подобные. В ВМФ определённое время применялся свой индекс для серии экспериментальных управляемых ракет — XPM (англ. Experimental Prototype Missile — «ракета — экспериментальный прототип»). После выделения Военно-воздушных сил в отдельный вид вооружённых сил, Армией США использовался сходный индекс — XM и производные от него варианты. В настоящее время, как реактивные летательные аппараты, разрабатываемые для вооружённых сил и военизированных структур США, так и перспективные разработки по всему миру (в т. ч. российские опытные разработки) классифицируются в США как проекты X («Икс» от Experimental — «экспериментальный»).

## История
Исходно в начале 1941 г., до начала программ по созданию ракетных вооружений, инженерно-экспериментальный отдел департамента (затем — управления) материально-технического обеспечения ВВС Армии США принял новый индекс «MX» для маркировки экспериментальных проектов (от Materiel, Experimental — «экспериментальные материалы»). Впоследствии, когда в США начались эксперименты в рамках собственной ракетной программы, этот индекс стал применяться и для ракетной техники, где он использовался для обозначения экспериментальных ракетно-технических проектов. Заказчиками по проектам «MX» выступали не только Военно-воздушные силы, но также ВМФ США и Национальный консультативный комитет по воздухоплаванию (ракеты NACA). К началу 1952 г. из-за неупорядоченности процедур материально-технического обеспечения в вооружённых силах и военизированных структурах США возникла путаница в сложившихся к тому времени системах индексации различных изделий, продуктов и других вещественных объектов военного имущества, а также проектов по их созданию, в связи с чем, управление МТО ВВС США объявило о намерении отказаться от употребления индекса «MX» к 1 июля 1952 г., однако, в дальнейшем это решение соблюдалось не строго, практика показала, что указанный индекс употреблялся и далее. Наивысший, из известных на данный момент, числовой индекс «MX» у проекта MX-2276 (аэродинамические исследования в рамках работ по созданию реактивного бомбардировщика).

## Огласка
Помимо отдельных проектов, сведения о которых публиковались в открытой печати, большая часть проектов «MX» велась в соответствии с требованиями нормативно-правовых актов США о защите государственной тайны. Впервые, списки проектов с индексом «MX» были частично рассекречены в соответствии с распоряжением начальника управления по вопросам развития и производства (Directorate of Development and Production) департамента ВВС США от 14 января 1976 г. (в более полном объёме — 23 февраля 1982 г.) Американской общественности стало о них известно после их публикации в научно-популярной литературе в 1990-е гг. Учитывая то обстоятельство, что большая часть проектов носила исследовательский и экспериментальный характер, наиболее полной и достоверной информацией о них владеют, главным образом, лица непосредственно участвовавшие в ракетно-технических испытаниях и проектно-изыскательских работах по конкретным проектам, в то время как в прессе публиковались нередко отрывочные и противоречивые сообщения.

## Список изделий с индексом MX

### Программы ВВС Армии США
| Индекс | MDS и/или словесное название | Изображение              | Главный подрядчик работ                           | Краткое описание проекта, известные тактико-технические и лётно-технические характеристики (максимальная скорость и высота полёта) и другие сведения | Краткое описание проекта, известные тактико-технические и лётно-технические характеристики (максимальная скорость и высота полёта) и другие сведения | Краткое описание проекта, известные тактико-технические и лётно-технические характеристики (максимальная скорость и высота полёта) и другие сведения | Краткое описание проекта, известные тактико-технические и лётно-технические характеристики (максимальная скорость и высота полёта) и другие сведения |
| --- | ---------------------------- | ------------------------ | ------------------------------------------------- | --- | --- | --- | --- |
| Индекс | MDS и/или словесное название | Изображение              | Главный подрядчик работ                           | Тип | Скоростной режим | Дальность стрельбы (км) | Другие сведения |
| Ранние проекты реактивных вооружений ВВС Армии США (до 1946 г.) |                              |                          |                                                   | | | | |
| Земля—земля |                              |                          |                                                   | | | | |
| MX-543 | ASM-2 Bat                    |                          | Northrop Aircraft, Inc.                           | УАБ / РБ | ДЗВ | 22,5 | компоновочная схема предусматривала размещение крыльев на уровне выше хвостового оперения, стабилизация в полёте за счёт особенностей конструкции и гироскопа, изготавливалась в двух базовых вариантах: с твердотопливными ракетными ускорителями и без; размах крыла — 8,66 м, длина — 3,05 м, скорость — 644 км/ч, масса боевой части — 45,3 кг, для доставки бомбы к цели применялся неуправляемый полёт по заданной траектории, на отдельных опытных экземплярах использовалась радиокомандная система наведения, либо головка самонаведения, — самонаводящиеся образцы применялись в ходе ракетно-бомбовых ударов по Японским островам в 1945 г. на завершающем этапе Тихоокеанской кампании США и стран-сателлитов против Японской империи |
| MX-543 | JB-1 Bat                     |                          | Northrop Aircraft, Inc.                           | РБ | ДЗВ | 322 | компоновочная схема — «летающее крыло», разгонялась до своей взлётной скорости в 257 км/ч четырьмя твердотопливными ракетными ускорителями, силовая установка — 2 × РД General Electric B1, вес двигателя — 181 кг, тяга на земле (с ускорителями) — 1814 кг, размах крыла — 8,66 м, длина — 3,23 м, высота — 1,4 м, взлётная масса — 3214 кг, скорость — 643 км/ч, масса боевой части — 908 кг |
| MX-543 | JB-10                        |                          | Northrop Aircraft, Inc.                           | РБ | ДЗВ | 322 | компоновочная схема — «летающее крыло», разгонялась твердотопливными ракетными ускорителями, силовая установка — 1 × ПВРД Ford PJ31-F-1, 4.0 кН, тяга на земле — 363 кг, размах крыла — 8,89 м, длина — 3,65 м, высота — 1,47 м, взлётная масса — 3270 кг, скорость — 685 км/ч, масса боевой части — 1650 кг. До конца Второй мировой войны компания Northrop Aircraft, Inc. поставила в Армию США более 24 реактивных бомб JB-10 |
| MX-544 | JB-2 Loon                    |                          | Republic Aircraft Company                         | РБ | ДЗВ | 241 | реактивная бомба (модификация трофейной немецкой ракеты «Фау-1») |
| MX-595 | JB-5                         |                          |                                                   | НУРС | | 6,5 | стартовая масса — 386 кг |
| MX-600 | JB-6                         |                          |                                                   | | СЗВ | | стабилизируемая вращением |
| MX-605 | JB-7                         |                          |                                                   | КР | | 644 | турбореактивная, стартовая масса — 4400 кг |
| MX-607 | JB-4                         |                          |                                                   | РБ | ДЗВ | 121 | телеуправляемая реактивная бомба среднего радиуса действия наземного или воздушного базирования, стартовая масса — 1361 кг, скорость в полёте — 716 км/ч |
| MX-626 | JB-9                         |                          |                                                   | УР | | | ближнего радиуса действия |
| Воздух—земля |                              |                          |                                                   | | | | |
| MX-541 | XBQ-7 Aphrodite              |                          | Air Materiel Command                              | СС | ДЗВ | | проект по преобразованию подлежащих списанию с вооружения тяжёлых бомбардировщиков Boeing B-17 Flying Fortress и Consolidated PB4Y Privateer в ударные беспилотные летательные аппараты (пилотируемого взлёта) одноразового использования Aphrodite и Anvil соответственно |
| MX-541 | XBQ-8 Anvil                  |                          | Air Materiel Command                              | СС | ДЗВ | | проект по преобразованию подлежащих списанию с вооружения тяжёлых бомбардировщиков Boeing B-17 Flying Fortress и Consolidated PB4Y Privateer в ударные беспилотные летательные аппараты (пилотируемого взлёта) одноразового использования Aphrodite и Anvil соответственно |
| MX-607 | JB-4                         |                          |                                                   | РБ | ДЗВ | 121 | телеуправляемая реактивная бомба среднего радиуса действия наземного или воздушного базирования, стартовая масса — 1361 кг, скорость в полёте — 716 км/ч |
| MX-713 |                              |                          | Air Materiel Command                              | СС | ДЗВ | | проект по преобразованию подлежащих списанию с вооружения истребителей в ударные беспилотные летательные аппараты одноразового использования |
| MX-736 |                              |                          |                                                   | УАБ | ДЗВ | | поражающий элемент с повышенной пробивающей способностью |
| н/д | Mastiff                      |                          |                                                   | УРВП | СЗВ | 483 | атомная боевая часть |
| Программа управляемых ракет ВВС Армии США (апрель 1946 — март 1947) |                              |                          |                                                   | | | | |
| Земля—земля |                              |                          |                                                   | | | | |
| MX-767 | MX-767 Banshee               |                          | Air Materiel Command                              | СС | ДЗВ | 4023 | проект по преобразованию подлежащих списанию с вооружения тяжёлых бомбардировщиков Boeing B-29 Superfortress в ударные беспилотные летательные аппараты одноразового использования, был подготовлен к испытаниям ориентировочно к 1946 г., скорость — 483 км/ч, бомбовая нагрузка — 5 т, система наведения — радиокомандная (с авиаматки) |
| MX-770 | RTV-A-3 NATIV                |                          | North American Aviation Inc.                      | КР | СЗВ | 282–805 | разрабатывалась в качестве прототипа высотной ракеты для атмосферных исследований, а также в рамках исследований по лётно-техническим качествам ракет; является одним из первых и не слишком удачных проектов американских высотных ракет; прототип был подготовлен к испытаниям ориентировочно к 1947 г., вертикального пуска (с пусковой вышки), для стабилизации использовалось хвостовое оперение в виде 4 стабилизаторов, силовая установка — 1 × ЖРД на жидком кислороде и бензине, тяга на земле — кг, длина (данные варьируются) — 3,96 / 4,26 / 4,42 м, диаметр — 457 см, практический потолок — 16,1 км, стартовая масса — 544 кг |
| MX-770 | XSSM-A-24 Navaho             |                          | North American Aviation Inc.                      | КР | | 282–805 | |
| MX-771A | XSSM Matador                 |                          | Glenn L. Martin Co.                               | КРМД | ДЗВ | 282–805 | разрабатывалась как беспилотный аналог трёхдвигательного реактивного штурмовика Martin XB-51 |
| MX-771B |                              |                          | Glenn L. Martin Co.                               | БРМД | СЗВ | 282–805 | [ 13 ] |
| MX-772A |                              |                          | Curtiss-Wright Corp.                              | БРСД / МБР | ДЗВ | 805–2414 | [ 13 ] |
| MX-772B |                              |                          | Curtiss-Wright Corp.                              | БРСД / МБР | СЗВ | 805–2414 | [ 13 ] |
| MX-773A |                              |                          | Republic Aviation Corp.                           | БРСД / МБР | ДЗВ | 805–2414 | [ 13 ] |
| MX-773B |                              |                          | Republic Aviation Corp.                           | БРСД / МБР | СЗВ | 805–2414 | [ 13 ] |
| MX-774A |                              |                          | Consolidated Vultee Aircraft Corp.                | БРСД / МБР | ДЗВ | 2414–8047 | исходно, модификация трофейной немецкой ракеты «Фау-2», имеющая характерную форму корпуса и внешний вид. Компоновочные отличия: изменена конструкция топливного резервуара, таким образом снижена полётная масса; отказ от хвостового оперения за счёт применения карданной подвески двигателя; |
| MX-774B | RTV-A-2 Hiroc                |                          | Consolidated Vultee Aircraft Corp.                | БРСД / МБР | СЗВ | 2414–8047 | [ 13 ] |
| MX-775A | XB-62 Snark                  |                          | Northrop Aircraft, Inc.                           | МКР | ДЗВ | 2414–8047 | [ 13 ] |
| MX-775B | SSM-A-5 Boojum               |                          | Northrop Aircraft, Inc.                           | БРСД / МБР | СЗВ | 2414–8047 | [ 13 ] |
| Воздух—земля |                              |                          |                                                   | | | | |
| MX-601 | VB-9 Roc                     |                          | Douglas Aircraft Company, Inc.                    | УАБ | ДЗВ | | система наведения: радиокомандная |
| MX-601 | VB-10 Roc                    |                          | Douglas Aircraft Company, Inc.                    | УАБ | ДЗВ | | система наведения: радиокомандная |
| MX-601 | VB-11 Roc                    |                          | Douglas Aircraft Company, Inc.                    | УАБ | ДЗВ | | система наведения: радиокомандная |
| MX-601 | VB-12 Roc                    |                          | Douglas Aircraft Company, Inc.                    | УАБ | ДЗВ | | система наведения: радиокомандная |
| MX-674 | ASM-A-1 Tarzon               |                          | Bell Aircraft Corp.                               | УАБ | ДЗВ | | [ 13 ] |
| MX-776 | XB-63 Rascal                 |                          | Bell Aircraft Corp.                               | | ДЗВ | 161 | [ 13 ] |
| MX-777 |                              |                          | McDonnell Aircraft Corp.                          | | СЗВ | 161 | [ 15 ] |
| MX-778 |                              |                          | Goodyear Aircraft Corp.                           | | ДЗВ | 161 | [ 15 ] |
| MX-779 |                              |                          | Goodyear Aircraft Corp.                           | | СЗВ | 161 | [ 15 ] |
| Земля—воздух |                              |                          |                                                   | | | | |
| MX-606 | XSAM-A-1 GAPA                |                          | Boeing Airplane Company                           | ЗУР | ДЗВ | 56 | практический потолок — 18,3 км, скорость целей до 1126 км/ч; изготавливались в двух базовых вариантах; тип A: вертикального пуска (с пусковой вышки), особенности компоновки — 4 стабилизатора на корпусе около сопла двигателя, силовая установка — одноступенчатая — 1 × ЖРД на двухкомпонентном топливе ± реактивные ускорители (ранние модели не имели ускорителей), длина — 3,05 м, диаметр ≈ 30,48 см; более поздний тип B (см. ниже). Для проверки аэродинамических качеств изготовлялись отдельный вариант типа A в виде крылатых ракет |
| MX-606 | XSAM-1 Condor                |                          | Boeing Airplane Company                           | ЗУР | | | [ 15 ] |
| MX-794 | Wizard                       |                          | University of Michigan Willow Run Research Center | ПР | | 885 | практический потолок — 152,4 км |
| MX-795 | Thumper                      |                          | General Electric Corp.                            | ПР | | 885 | практический потолок — 152,4 км, исследование перспектив противоракетной обороны против ракетного удара с применением противником ракет типа «Фау-2» |
| Воздух—воздух |                              |                          |                                                   | | | | |
| MX-570 | JB-3 Tiamat                  |                          | Hughes Aircraft Co.                               | УР | ДЗВ | 14 | практический потолок — 15,2 км, стартовая масса — 283 кг, полуактивная радиолокационная головка самонаведения. Ракета разработана в 1946 г. для нужд Национального комитета воздухоплавания США; запускаемая с наклонной пусковой установки, силовая установка — двухступенчатая газотурбинная, 1 × разгонный РДТТ, тяга на земле — 3266 кг × 3 сек, 1 × маршевый ЖРД, тяга в полёте — 91 кг × 45 сек, длина — 4,35 м, стартовая масса — 272 кг, скорость — 998 км/ч, стабилизация за счёт применения гироскопа и оперения: 4 крыльев на корпусе вокруг маршевого двигателя и 4 хвостовых стабилизаторов на разгонном двигателе, сбрасываемых в процессе полёта; полёт по заданной траектории, система наведения — самонаводящаяся |
| MX-798 |                              |                          | Hughes Aircraft Co.                               | УР | ДЗВ | | продолжение серии MX-570 |
| MX-799 | XAAM-A-1 Firebird            |                          | Ryan Aeronautical Co.                             | УР | ДЗВ | | вооружение истребительной авиации |
| MX-800 |                              |                          | M.W. Kellogg Co.                                  | УР | СЗВ | | вооружение истребительной авиации |
| MX-801 |                              |                          | Bendix Aviation Corp.                             | УР | СЗВ | | вооружение истребительной авиации |
| MX-802 | Dragonfly                    |                          | General Electric Corp.                            | | СЗВ | | вооружение бомбардировочной авиации |
| Программа управляемых ракет ВВС Армии США (март 1947 — июль 1947) |                              |                          |                                                   | | | | |
| Земля—земля |                              |                          |                                                   | | | | |
| MX-770 | XSSM-A-24 Navaho             |                          | North American Aviation Inc.                      | КР | | 805 | [ 19 ] |
| MX-771A | XSSM Matador                 |                          | Glenn L. Martin Co.                               | КРМД | ДЗВ | 805 | турбореактивная |
| MX-771B |                              |                          | Glenn L. Martin Corp.                             | БРМД | СЗВ | 805 | [ 19 ] |
| MX-772A |                              |                          | Curtiss-Wright Corp.                              | БРСД | ДЗВ | 2414 | [ 19 ] |
| MX-772B |                              |                          | Curtiss-Wright Corp.                              | БРМД | | 241 | дальность стрельбы снижена с 805–2414 км для того, чтобы проект удовлетворял требованиям тактико-технического задания |
| MX-773A |                              |                          | Republic Aviation Corp.                           | БРСД | ДЗВ | 2414 | [ 19 ] |
| MX-773B |                              |                          | Republic Aviation Corp.                           | БРСД | СЗВ | 2414 | силовая установка: РД или ПВРД |
| MX-774A |                              |                          | Consolidated Vultee Aircraft Corp.                | МБР | ДЗВ | 8047 | [ 19 ] |
| MX-774B |                              |                          | Consolidated Vultee Aircraft Corp.                | МБР | СЗВ | 8047 | модификация трофейной немецкой ракеты «Фау-2», дизайн аналогичен исходнику, вертикального пуска, силовая установка — 1 × газотурбинный ЖРД Reaction Motors раздельной подачи на жидком кислороде и этиловом спирте, длина — 9,75 м, диаметр — 76,2 см, хвостовое оперение — 4 стабилизатора, практический потолок — 161 км, система наведения. Испытательные пуски осуществлялись во второй половине 1948 г.: с полигона «Уайт Сэндс» были произведены пуски трёх экспериментальных экземпляров MX-774, на основании изучения опыта которых были внесены ценные замечания и технические заключения, которые впоследствии, в 1951 г. будут реализованы в компоновочной схеме межконтинентальной баллистической ракеты SM-65 Atlas |
| MX-775A | XB-62 Snark                  |                          | Northrop Aircraft, Inc.                           | МКР | ДЗВ | 8047 | запускаемая с пусковой установки либо с места (с реактивными ускорителями), силовая установка — двухступенчатая — 1 × разгонный РДТТ, 1 × маршевый турбореактивный двигатель Allison J71-A-3 (изначально предполагалось использование Pratt & Whitney J57, затем выбор был сделан в пользу J71), который при большей массе использовал на 20% менее топлива для преодоления одного и того же расстояния, что позволило использовать высвободившуюся массу для установки усовершенствованной системы наведения, тяга на старте — 4536 кг, стартовая масса — 7000 кг, длина — 22,5 м, высота — 4,57 м, размах крыла — 12,8 м, диаметр — 1,22–1,37 м, скорость — 966 км/ч, практический потолок — 19,3 км, стабилизация в полёте достигалась за счёт использования двух крыльев, сбрасываемых в ходе полёта, и вертикального стабилизатора (конструктора отказались от установки хвостового оперения), система наведения — комбинированная, радиокомандная с астрономической навигацией. Практическая дальность, достигнутая в ходе лётных испытаний, не превысила 3219 км. Проект разрабатывался одновременно с другой крылатой ракетой — XSSM-64 Navaho — и, благодаря тому, что проект XB-62 Snark находился на более высокой стадии своего развития, это предопределило временное сворачивание работ по другому перспективному проекту, но затем произошёл обратный процесс, ввиду более высокого лётно-технического потенциала XSSM-64 Navaho |
| MX-775B | SSM-A-5 Boojum               |                          | Northrop Aircraft, Inc.                           | МБР | СЗВ | 8047 | турбореактивная |
| MX-767 | MX-767 Banshee               |                          | Air Materiel Command                              | СС | СЗВ | 4023 | модифицированный вариант Boeing B-29 Superfortress, скорость — 483 км/ч, бомбовая нагрузка — 5 т, система наведения — радиокомандная (с авиаматки) |
| Воздух—земля |                              |                          |                                                   | | | | |
| MX-601 |                              |                          | Douglas Aircraft Co.                              | УАБ | ДЗВ | | |
| MX-674 |                              |                          | Bell Aircraft Corp.                               | УАБ | ДЗВ | | [ 19 ] |
| MX-776 |                              |                          | Bell Aircraft Corp.                               | | ДЗВ | 161 | [ 19 ] |
| MX-777 |                              |                          | McDonnell Aircraft Corp.                          | УР / ПЛУР | | | проект переориентирован на разработку ракеты «воздух—море» для поражения подводных объектов с передачей его в ВМФ США |
| MX-778 |                              |                          | Goodyear Aircraft Corp.                           | | ДЗВ | 161 | [ 19 ] |
| MX-779 |                              |                          | Goodyear Aircraft Corp.                           | | СЗВ | 161 | [ 19 ] |
| н/д | Mastiff                      |                          |                                                   | УРВП | СЗВ | 483 | атомная боевая часть |
| Земля—воздух |                              |                          |                                                   | | | | |
| MX-606 | XSAM-1 Condor                |                          | Boeing Airplane Company                           | ЗУР | | 35 | практический потолок — 152,4 км, длина — 6,55 м, диаметр — 0,61 м, стартовая масса — 3130 кг. До 1950 г. было произведено свыше ста экспериментальных пусков. В ходе пусков некоторыми экземплярами ракеты достигнута скорость 2414 км/ч. Испытания проводились на авиабазе «Холломэн», Нью-Мексико |
| MX-794 | Wizard                       |                          | University of Michigan Willow Run Research Center | ПР | | 885 | практический потолок — 152,4 км |
| MX-795 |                              |                          | General Electric Corp.                            | ПР | | 885 | практический потолок — 152,4 км |
| Воздух—воздух |                              |                          |                                                   | | | | |
| MX-570 |                              |                          | Hughes Aircraft Co.                               | | | | исследовательский проект |
| MX-798 |                              |                          | Hughes Aircraft Co.                               | | | | вооружение бомбардировочной авиации (проект реализовывался под новым индексом MX-904) |
| MX-799 |                              |                          | Ryan Aeronautical Co.                             | УР | ДЗВ | | вооружение истребительной авиации |
| MX-800 |                              |                          | M.W. Kellogg Co.                                  | УР | СЗВ | | вооружение истребительной авиации |
| MX-801 |                              |                          | Bendix Aviation Corp.                             | УР | СЗВ | | вооружение истребительной авиации |
| MX-802 |                              |                          | General Electric Corp.                            | | СЗВ | | вооружение бомбардировочной авиации |
| MX-904 | XF-98 Falcon                 |                          | Hughes Aircraft Co.                               | УР | ДЗВ | | вооружение бомбардировочной авиации (проект на замену MX-798); особенности компоновки — 4 коротких носовых и 4 удлинённых хвостовых стабилизатора ; система наведения — радиокомандная; один из первых прототипов ракет класса «воздух—воздух» ближнего радиуса действия, который прошёл ряд дальнейших модификаций стрельбовые испытания проводились по беспилотным радиоуправляемым самолётам-мишеням QB-17 |
| Программа управляемых ракет ВВС Армии США (июль 1947 — март 1948) |                              |                          |                                                   | | | | |
| Земля—земля |                              |                          |                                                   | | | | |
| MX-770 | XSSM-64 Navaho I             |                          | North American Aviation Inc.                      | КР | СЗВ | 805 | |
| MX-771A | XSSM Matador                 |                          | Glenn L. Martin Co.                               | КРМД | ДЗВ | 805 | силовая установка — турбореактивная, в рамках проекта было изготовлено пятнадцать экспериментальных образцов, испытательные пуски осуществлялись в январе 1949 г. |
| MX-772B |                              |                          | Curtiss-Wright Corp.                              | | | 241 | [ 27 ] |
| MX-773B |                              |                          | Republic Aviation Corp.                           | БРСД | | 2414 | [ 27 ] |
| MX-774B | SM-65 Atlas                  |                          | Consolidated Vultee Aircraft Corp.                | МБР | СЗВ | 8047 | силовая установка — 1 × трёхкамерный ЖРД раздельной подачи North American Aviation B-2C, тяга на земле = 1 × 61235 кг, 2 × 45359 кг, время работы — 180 сек, скорость — М=15 (с реактивным ускорителем), длина — 30 м, взлётная масса — 100 т, практический потолок — 966 км, система наведения — General Electric с астрономической навигацией, атомная боевая часть — Sandia, КВО — 32 км. Предельное возвышение траектории полёта ставило перед конструкторами необходимость решения проблемы перегрева оболочки (от трения набегающего воздушного потока) во время вхождения боевой части в верхние слои атмосферы |
| н/д | XSSM-64 Navaho II            |                          | North American Aviation Inc.                      | КР | СЗВ | 2414 | силовая установка: ПВРД (продолжение проекта MX-770) |
| MX-775B | SSM-A-5 Boojum               |                          | Northrop Aircraft, Inc.                           | МКР | СЗВ | 8047 | турбореактивная |
| н/д | XSSM-64 Navaho III           |                          | North American Aviation Inc.                      | МКР | СЗВ | 8047 | запускаемая с наклонной пусковой установки, силовая установка — 1 × разгонный РДТТ, 2 × маршевые ПВРД Wright Aero Lab, трёхкамерные, скорость — М=3, минимальная высота полёта — 18,3 м, практический потолок — 30,5 км, система наведения — с астрономической навигацией, боевая часть — ядерная. Было осуществлено около 25 успешных запусков опытных образцов На более поздних прототипах в ракеты-качестве носителя использовалась Lockheed X7 воздушного базирования, разработанная в 1952 г., на которую устанавливались разгонные РДТТ и маршевые ПВРД Marquardt / Wright Aero, стандартная компоновочная схема предусматривала оперение в виде двух крыльев, расположенных на удалении 2/3 общей длины корпуса от сопла, скорость — М=3, экспериментальные образцы оснащались парашютной системой, носовой обтекатель имел удлиненную остроконечную форму для обеспечения безаварийного приземления.. На момент работ над проектом являлась единственной американской ракетой с прямоточным воздушно-реактивным двигателем в стадии разработки (другие проекты были к тому времени либо уже окончены, либо отменены), и одной из двух крылатых ракет дальнего радиуса действия, наряду с XB-62 Snark с более высоким уровнем проработки проекта, находившейся на стадии лётных испытаний; разрабатывался также вариант с силовой установкой на основе ядерного ПВРД (как продолжение работ над проектом ракеты с дальностью стрельбы 2414 км) |
| MX-767 | MX-767 Banshee               |                          | Air Materiel Command                              | СС | ДЗВ | 4023 | модифицированный вариант Boeing B-29 Superfortress полностью беспилотный скорость — 483 км/ч, бомбовая нагрузка — 5 т, система наведения — радиокомандная (с авиаматки) |
| Воздух—земля |                              |                          |                                                   | | | | |
| MX-674 | ASM-A-1 Tarzon               |                          | Bell Aircraft Corp.                               | УАБ | ДЗВ | | [ 29 ] |
| MX-776B | XGAM-63 Rascal               |                          | Bell Aircraft Corp.                               | | СЗВ | 161 | |
| MX-777 | Hydrobomb                    |                          | Westinghouse Electric Corporation                 | ПТ | ДЗВ | | крылатая торпеда воздушного базирования, иначе называемая «гидробомбой» класса «воздух—море» для поражения надводных объектов, — продолжение работ над проектом GT-1 (англ. glide torpedo — «планирующая торпеда»), который представлял собой несущую раму — планер, к которой крепилась торпеда Mk 13-2A; особенности компоновки — размещение крыльев и оперения на уровне выше корпуса, крылья и хвостовое оперение сбрасываются при вхождении в воду специальным детонационным зарядом, силовая установка — 1 × РДТТ, тяга на старте — 454 кг, скорость — 74 км/ч, стартовая масса — 1043 кг, масса боевой части — 272 кг, наведение на цель — неуправляемый полёт по заданной траектории, после приводнения автоматически приходил в действие механизм самонаведения торпеды на цель; Среди требований заказчика значилось, что высота сброса должна составлять не менее 183 м, главный инженер компании — Ф. Л. Снайдер утверждал, что изделие выдерживает нагрузку от удара о воду после сброса с высоты 610 м. Демонстрация боевых возможностей «гидробомбы» проводилась 27 июля 1946 г. с участием журналистов на водохранилище Пайматьюнинг — тридцатью километрами севернее г. Шарон, Пенсильвания (по месту нахождения производственных мощностей Westinghouse). По словам разработчиков крылатая торпеда характеризовалась простотой производства и эксплуатационной надёжностью. Реактивный двигатель отличался своим примитивизмом и представлял собой трубку, утрамбованную твёрдым топливом, её сужение у сопла придавало торпеде необходимое ускорение; двигатель запускался автоматически, после срабатывания соответствующего включателя от столкновения с водной поверхностью. Стабилизация при движении под водой осуществлялась за счёт электроприводного рулевого механизма, гироскопа и руля глубины. Проект исходно разрабатывался для применения против японских кораблей и судов и был практически завершён ко второй половине 1945 г., но 2 сентября 1945 г. официальные власти Японии объявили о капитуляции и в боевой обстановке «гидробомба» не применялась. В послевоенные годы проект разрабатывался корпорацией McDonnell для ВВС, затем был передан в ВМФ США |
| MX-777 | Hydrobomb                    | McDonnell Aircraft Corp. |                                                   | ПТ | ДЗВ | | крылатая торпеда воздушного базирования, иначе называемая «гидробомбой» класса «воздух—море» для поражения надводных объектов, — продолжение работ над проектом GT-1 (англ. glide torpedo — «планирующая торпеда»), который представлял собой несущую раму — планер, к которой крепилась торпеда Mk 13-2A; особенности компоновки — размещение крыльев и оперения на уровне выше корпуса, крылья и хвостовое оперение сбрасываются при вхождении в воду специальным детонационным зарядом, силовая установка — 1 × РДТТ, тяга на старте — 454 кг, скорость — 74 км/ч, стартовая масса — 1043 кг, масса боевой части — 272 кг, наведение на цель — неуправляемый полёт по заданной траектории, после приводнения автоматически приходил в действие механизм самонаведения торпеды на цель; Среди требований заказчика значилось, что высота сброса должна составлять не менее 183 м, главный инженер компании — Ф. Л. Снайдер утверждал, что изделие выдерживает нагрузку от удара о воду после сброса с высоты 610 м. Демонстрация боевых возможностей «гидробомбы» проводилась 27 июля 1946 г. с участием журналистов на водохранилище Пайматьюнинг — тридцатью километрами севернее г. Шарон, Пенсильвания (по месту нахождения производственных мощностей Westinghouse). По словам разработчиков крылатая торпеда характеризовалась простотой производства и эксплуатационной надёжностью. Реактивный двигатель отличался своим примитивизмом и представлял собой трубку, утрамбованную твёрдым топливом, её сужение у сопла придавало торпеде необходимое ускорение; двигатель запускался автоматически, после срабатывания соответствующего включателя от столкновения с водной поверхностью. Стабилизация при движении под водой осуществлялась за счёт электроприводного рулевого механизма, гироскопа и руля глубины. Проект исходно разрабатывался для применения против японских кораблей и судов и был практически завершён ко второй половине 1945 г., но 2 сентября 1945 г. официальные власти Японии объявили о капитуляции и в боевой обстановке «гидробомба» не применялась. В послевоенные годы проект разрабатывался корпорацией McDonnell для ВВС, затем был передан в ВМФ США |
| MX-778 |                              |                          | Goodyear Aircraft Corp.                           | УР | | 161 | проект отменён кроме разработки системы наведения |
| Земля—воздух |                              |                          |                                                   | | | | |
| MX-606 | XSAM-B-1 GAPA                |                          | Boeing Airplane Company                           | ЗУР | СЗВ | | исследовательский проект применения ракетных вооружений в интересах противовоздушной и противоракетной обороны; изготавливались в двух базовых вариантах; тип B: особенности компоновки — 2 стабилизатора на корпусе снаружи маршевой ступени и хвостовое оперение трапециевидной формы, смонтированное на маршевом и на разгонном двигателе, с крупногабаритными хвостовыми стабилизаторами, остроконечный обтекатель силовая установка — двухступенчатая — 1 × маршевый ЖРД, 1 × разгонный РДТТ, общая длина — 8,23 м (длина маршевой ступени — 5,79 м), более ранний тип A (см. выше) |
| MX-794 | Wizard                       |                          | University of Michigan Willow Run Research Center | ПР | | | исследовательский проект по тематике исследования преимуществ и недостатков оборонительных и наступательных ракетных вооружений. Результаты работы были затем использованы в рамках проектов GAPA и затем Bomarc |
| MX-795 | Thumper                      |                          | General Electric Corp.                            | ПР | | | исследовательский проект по тематике исследования преимуществ и недостатков оборонительных и наступательных ракетных вооружений |
| Воздух—воздух |                              |                          |                                                   | | | | |
| MX-799 | AAM-A-1 Firebird             |                          | Ryan Aeronautical Corp.                           | УР | ДЗВ | | вооружение истребительной авиации |
| MX-800 |                              |                          | M.W. Kellogg Co.                                  | УР | | | вооружение истребительной авиации, разработка системы наведения была продолжена самостоятельно после отмены проекта |
| н/д |                              |                          | Ryan Aeronautical Corp.                           | УР | СЗВ | | вооружение истребительной авиации (продолжение проекта MX-799) |
| MX-802 |                              |                          | General Electric Corp.                            | | СЗВ | | вооружение бомбардировочной авиации |
| MX-904 | XGAR-1 Falcon                |                          | Hughes Aircraft Co.                               | ПКР / ПЛУР | СЗВ | | ракета «воздух—море» для поражения надводных и подводных объектов, вооружение бомбардировочной авиации; стартовая масса — 34 кг, масса боевой части — 4,53 кг, скорость — М=2,5. Разработка ракеты была завершена к 1949 г.; разработка системы наведения была продолжена самостоятельно после отмены проекта |
| Источники информации : Chong, Anthony. Flying Wings & Radical Things: Northrop’s Secret Aerospace Projects & Concepts 1939–1994 (англ.). — Forest Lake, MN: Specialty Press, 2016. — P.260–262 — 275 p. — ISBN 1-58007-229-1. Gunston, Bill. The Illustrated Encyclopedia of the World’s Rockets & Missiles: A Comprehensive Technical Directory and History of the Military Guided Missile Systems of the 20th Century (англ.). — L.: Salamander Books, 1979. — P.32–33 — 264 p. — ISBN 0-86101-029-9. Rosenberg, Max. The Air Force and the National Guided Missile Program, 1944–1950 (англ.). — Washington, D.C.: USAF Historical Division Liaison Office, June 1964. — P.76,79,83. — 200 p. — красным цветом выделены отмененные проекты. |                              |                          |                                                   | | | | |

### Программы ВВС США
| Индекс | MDS и/или словесное название | Изображение                | Главный подрядчик работ                                                            | Краткое описание проекта, известные тактико-технические и лётно-технические характеристики (максимальная скорость и высота полёта) и другие сведения | Краткое описание проекта, известные тактико-технические и лётно-технические характеристики (максимальная скорость и высота полёта) и другие сведения | Краткое описание проекта, известные тактико-технические и лётно-технические характеристики (максимальная скорость и высота полёта) и другие сведения | Краткое описание проекта, известные тактико-технические и лётно-технические характеристики (максимальная скорость и высота полёта) и другие сведения |
| --- | ---------------------------- | -------------------------- | ---------------------------------------------------------------------------------- | --- | --- | --- | --- |
| Индекс | MDS и/или словесное название | Изображение                | Главный подрядчик работ                                                            | Тип | Скоростной режим | Дальность стрельбы (км) | Другие сведения |
| Программа управляемых ракет ВВС США (март 1948 — июль 1949) |                              |                            |                                                                                    | | | | |
| Земля—земля |                              |                            |                                                                                    | | | | |
| MX-770 | XSSM-64 Navaho               |                            | North American Aviation Inc.                                                       | КРСД | СЗВ | 1609 | опытный образец с повышенной дальностью стрельбы (в два раза, в сравнении с предыдущим образцом — 805 км), задел для создания экспериментального образца (с дальностью стрельбы — 4828 км) и серийной модели (с дальностью стрельбы — 8047 км) |
| MX-771A | XSSM Matador                 |                            | Glenn L. Martin Co.                                                                | КРМД | ДЗВ | 805 | турбореактивная силовая установка |
| MX-775A | XB-62 Snark                  |                            | Northrop Aircraft, Inc.                                                            | МКР | ДЗВ | 8047 | турбореактивная силовая установка; создание задела для создания ракеты Boojum |
| MX-767 | MX-767 Banshee               |                            | Air Materiel Command                                                               | СС | ДЗВ | | проект по преобразованию подлежащих списанию с вооружения тяжёлых бомбардировщиков Boeing B-29 Superfortress в ударные беспилотные летательные аппараты одноразового использования |
| Воздух—земля |                              |                            |                                                                                    | | | | |
| MX-674 | ASM-A-1 Tarzon               |                            | Bell Aircraft Corp.                                                                | УАБ | ДЗВ | | [ 41 ] |
| MX-776 | X-9 Shrike                   |                            | Bell Aircraft Corp.                                                                | | СЗВ | | работы, осуществлявшиеся в рамках проекта, сконцентрировались на разработке опытного прототипа ракеты Shrike в оперативно-тактическом (дальность стрельбы — 80 км) и тактическом (дальность стрельбы — 80 км) её вариантах, а также на подготовке задела для будущей ракеты Rascal (дальность стрельбы — 483 км) |
| н/д | Mastiff                      |                            |                                                                                    | УРВП | | 483 | атомная боевая часть |
| Земля—воздух |                              |                            |                                                                                    | | | | |
| MX-606 | XSAM-B-1 GAPA                |                            | Boeing Airplane Company                                                            | ЗУР | СЗВ | 56 | [ 43 ] |
| MX-794 | Wizard                       |                            | University of Michigan Willow Run Research Center                                  | ПР | | | [ 43 ] |
| MX-795 | Thumper                      |                            | General Electric Corp.                                                             | ПР | | | [ 42 ] |
| Воздух—воздух |                              |                            |                                                                                    | | | | |
| MX-799 | AAM-A-1 Firebird             |                            | Ryan Aeronautical Corp.                                                            | УР | ДЗВ | | вооружение истребительной авиации |
| н/д | AAM-A-1 Firebird             |                            | Ryan Aeronautical Corp.                                                            | УР | СЗВ | | вооружение истребительной авиации, продолжение проекта MX-299 |
| MX-802 | Dragonfly                    |                            | General Electric Corp.                                                             | УР | СЗВ | | вооружение бомбардировочной авиации |
| MX-904 | XGAR-1 Falcon                |                            | Hughes Aircraft Co.                                                                | ПКР / ПЛУР | СЗВ | | вооружение бомбардировочной авиации; более продвинутая, по сравнению с предшественниками, система наведения |
| MX-904 | XGAR-98 Falcon-I             |                            | Hughes Aircraft Co.                                                                | УР | СЗВ | 6,44 | материал корпуса и оперения — полимеры на основе стекловолокна, армированного фенольной смолой; силовая установка — 1 × РДТТ Thiokol, тяга на старте — 2721 кг, длина — 1,82 м, диаметр — 15,24 см, размах хвостового оперения — 76,2 см, скорость — М=3, стартовая масса — 49 кг, система наведения — полуактивная с управлением по отражённому радиолучу, усовершенствованная по сравнению с предыдущей моделью, стоимость одного боеприпаса — 19 тыс. амер. долл. в ценах 1957 г. Первые испытания состоялись приблизительно в 1950 г. |
| Программа управляемых ракет ВВС США (июль 1949 — июль 1950) |                              |                            |                                                                                    | | | | |
| Земля—земля |                              |                            |                                                                                    | | | | |
| MX-770 | XSSM-64 Navaho               |                            | North American Aviation Inc.                                                       | КРСД | СЗВ | | [ 46 ] |
| MX-775A | XB-62 Snark                  |                            | Northrop Aircraft, Inc.                                                            | МКР | ДЗВ | | [ 46 ] |
| MX-767 | MX-767 Banshee               |                            | Air Materiel Command                                                               | СС | ДЗВ | | [ 46 ] |
| Воздух—земля |                              |                            |                                                                                    | | | | |
| MX-674 | ASM-A-1 Tarzon               |                            | Bell Aircraft Corp.                                                                | УАБ | ДЗВ | | [ 47 ] |
| MX-776 | X-9 Shrike                   |                            | Bell Aircraft Corp.                                                                | | СЗВ | 80 | работы, осуществлявшиеся в рамках проекта, сконцентрировались на разработке опытного прототипа ракеты Shrike в оперативно-тактическом (дальность стрельбы — 80 км) и тактическом (дальность стрельбы — 80 км) её вариантах, а также на подготовке задела для будущей ракеты Rascal (дальность стрельбы — 483 км) |
| Земля—воздух |                              |                            |                                                                                    | | | | |
| MX-606 | XSAM-B-1 GAPA                |                            | Boeing Airplane Company                                                            | ЗУР | СЗВ | | [ 48 ] |
| MX-794 | Wizard                       |                            | University of Michigan Willow Run Research Center                                  | ПР | | | [ 48 ] |
| Воздух—воздух |                              |                            |                                                                                    | | | | |
| MX-904 | XF-98-GAR-2 Falcon-II        |                            | Hughes Aircraft Co.                                                                | УР | СЗВ | 6,44 | материал корпуса и оперения — полимеры на основе стекловолокна, армированного фенольной смолой; силовая установка — 1 × РДТТ Thiokol, тяга на старте — 2721 кг, длина — 1,82 м, диаметр — 15,24 см, размах хвостового оперения — 76,2 см, скорость — М=3, стартовая масса — 50,8 кг, система наведения — модифицированная по сравнению с предыдущей моделью |
| Программа управляемых ракет ВВС США (июль 1950 — июль 1951) |                              |                            |                                                                                    | | | | |
| Земля—земля |                              |                            |                                                                                    | | | | |
| MX-770 | XSSM-64 Navaho               |                            | North American Aviation Inc.                                                       | КРСД | СЗВ | 1609 | создание задела для разработки воздушного (дальность стрельбы — 2736 км) и наземного базирования (дальность стрельбы — 8851 км) |
| MX-775A | XB-62 Snark                  |                            | Northrop Aircraft, Inc.                                                            | МКР | ДЗВ | | разработка системы наведения была продолжена самостоятельно вне проекта ракеты Snark |
| Воздух—земля |                              |                            |                                                                                    | | | | |
| MX-674 | ASM-A-1 Tarzon               |                            | Bell Aircraft Corp.                                                                | УАБ | ДЗВ | | [ 50 ] |
| MX-776 | XGAM-63 Rascal               |                            | Bell Aircraft Corp.                                                                | | СЗВ | 161 | работы над созданием ракеты Rascal I; создание задела для ракеты Rascal II с увеличенным радиусом действия (дальность стрельбы — 241 км) |
| Земля—воздух |                              |                            |                                                                                    | | | | |
| MX-1593 | XF-99 Bomarc                 |                            | Boeing Airplane Company                                                            | ЗУР | СЗВ | 161 | проект включал в себя только фундаментальные исследования; на замену отменённого проекта GAPA |
| MX-794 | Wizard                       |                            | University of Michigan Willow Run Research Center                                  | ПР | | | [ 51 ] |
| Воздух—воздух |                              |                            |                                                                                    | | | | |
| MX-904 | XF-98-YGAR-1 Falcon-III      |                            | Hughes Aircraft Co.                                                                | УР | СЗВ | 6,44 | материал корпуса и оперения — полимеры на основе стекловолокна, армированного фенольной смолой; силовая установка — 1 × РДТТ Thiokol, тяга на старте — 2721 кг, длина — 1,82 м, диаметр — 15,24 см, размах хвостового оперения — 76,2 см, скорость — М=3, стартовая масса — 54,3 кг |
| Программа управляемых ракет ВВС США (после 1951) |                              |                            |                                                                                    | | | | |
| Земля—земля |                              |                            |                                                                                    | | | | |
| MX | LGM-118 Peacekeeper          |                            | Martin Marietta Corp., Boeing Airplane Company, TRW Inc., Denver Aerospace Company | МБР | | 7725 | |
| MX-1411-A |                              |                            | North American Aviation Inc.                                                       | РН | | | дальнего радиуса действия |
| MX-1593 | SM-65 Atlas                  |                            | Consolidated Vultee Aircraft Corp.                                                 | МБР | | 6325–14484 | |
| MX-2039 |                              |                            |                                                                                    | ТР | | | высокоточный боеприпас |
| TMX | WS-398B                      |                            | Aerospace Corporation                                                              | БРСД | | 1609–2414 | («T» в названии проекта от Theater — «театр военных действий»). Разработка велась по меньшей мере с 1963 г. |
| Воздух—земля |                              |                            |                                                                                    | | | | |
| MX-77A | AGM-45 Shrike                |                            | Naval Weapons Center China Lake                                                    | ПРЛР | | 24 | заказчиком выступал также ВМФ США |
| MX-776A | X-9 Shrike                   |                            | Bell Aircraft Corp.                                                                | | СЗВ | 80 | |
| MX-983 |                              |                            |                                                                                    | | | | |
| MX-1018 | ASM-A-1 Tarzon               |                            | Bell Aircraft Corp.                                                                | УАБ | ДЗВ | | испытания в условиях низких температур |
| MX-1025 | XAUM-N-6 Puffin              |                            | McDonnell Aircraft Corp.                                                           | ПЛУР | | | ракета «воздух—вода» для поражения подводных объектов |
| MX-1142 |                              |                            |                                                                                    | | | | |
| MX-1624 | ASM-A-1 Trizon               |                            | Bell Aircraft Corp.                                                                | УАБ | ДЗВ | | уменьшенный до 3 тонн вариант VB-13 |
| MX-1964-A | Duck                         |                            | Consolidated Vultee Aircraft Corp.                                                 | УР | СЗВ | | вооружение бомбардировочной авиации (разрабатывалась специально для самолётов XB-58 Hustler), ракета для защиты сверхзвуковых бомбардировщиков класса аналогичного указанному самолёту (англ. bomber defense missile, сокр. BDM), по другим данным — стратегическая высотная ракета, какие-либо дополнительные детали и подробности не разглашались; упоминания о ней содержались главным образом в привязке с разработкой ракеты XSM-73 Goose в новостных материалах о работе над проектом самолёта XB-58 Hustler |
| MX-1964-A | Duck                         | Fairchild Aircraft Company |                                                                                    | УР | СЗВ | | вооружение бомбардировочной авиации (разрабатывалась специально для самолётов XB-58 Hustler), ракета для защиты сверхзвуковых бомбардировщиков класса аналогичного указанному самолёту (англ. bomber defense missile, сокр. BDM), по другим данным — стратегическая высотная ракета, какие-либо дополнительные детали и подробности не разглашались; упоминания о ней содержались главным образом в привязке с разработкой ракеты XSM-73 Goose в новостных материалах о работе над проектом самолёта XB-58 Hustler |
| MX-2013 | GAM-67 Crossbow              |                            | Radio Plane Company, Northrop Corporation                                          | ПРЛР | ДЗВ / СЗВ | 483 | исходно не разглашалось, в интересах какого именно вида вооружённых сил ведётся разработка, однако, впоследствии выяснилось, что первоначальным заказчиком являлись ВВС Армии США, помимо которых заказчиком выступал также ВМФ США. Известно как о сверхзвуковых, так и о дозвуковых прототипах |
| MX-2041 | ASM-A-1 Tarzon               |                            | Bell Aircraft Corp.                                                                | УАБ | ДЗВ | | |
| Земля—воздух |                              |                            |                                                                                    | | | | |
| MX-21 | XQ-2 Firebee                 |                            | Ryan Aeronautical Corp.                                                            | СМ | ДЗВ | | дистанционно управляемая воздушная мишень, изготовленная по заказу командования войск тылового обеспечения Армии США. Силовая установка — 1 × турбореактивный РД Fairchild J44 |
| MX-606 | JB-6                         |                            | Boeing Airplane Company                                                            | | СЗВ | | |
| MX-606 | XSAM-B-1 GAPA Ramjet         |                            | Boeing Airplane Company                                                            | ЗУР / ПР | СЗВ | | исследовательский проект применения ракетных вооружений в интересах противовоздушной и противоракетной обороны; изготавливались в двух базовых вариантах; тип B модифицированный: особенности компоновки — хвостовое оперение трапециевидной формы, смонтированное на маршевом и на разгонном двигателе, с крупногабаритными хвостовыми стабилизаторами (разгонная ступень модифицированной модели отличалась от исходного варианта большей длиной и строением стабилизаторов и тупоконечным обтекателем), силовая установка — двухступенчатая — 1 × маршевый ПВРД, 1 × разгонный РДТТ, длина маршевой ступени — 7,92 м, диаметр — 30,48 см, скорость — М=2,5, стартовая масса — 2268 кг, масса боевой части — 90,7 кг, система наведения — самонаводящаяся; исходный тип B (см. выше) |
| MX-1599 | XF-99 Bomarc                 |                            | Boeing Airplane Company                                                            | ЗУР | СЗВ | 322–483 | уникальная в своём роде зенитная управляемая ракета сверхдальнего радиуса действия (по классификации того периода — ракета-перехватчик, продолжение проекта MX-606), с выдающейся по тем временам дальностью стрельбы при сравнительно малых скорости и максимальной высоте зоны поражения; компоновочная схема напоминает беспилотный летательный аппарат, крылья и хвостовое оперение трапециевидной формы, стабилизация в полёте обеспечивается вертикальным стабилизатором, силовая установка — 2 × ПВРД, 1 × РДТТ, тяга на земле — кг, длина — 20,1 м, высота — 4,88 м, размах крыла — 10,97 м, скорость — М=2, практический потолок — 18,3 км, стартовая масса — 3855 кг, масса боевой части — кг, система наведения — по радиолучу или инфракрасной ГСН                         |
| MX-1868 | RSC-51                       |                            | Oerlikon Contraves AG                                                              | ЗУР | | 19,3 | тестирование партии из 25 закупленных швейцарских ракет «Эрликон» RSC-51; (приводимые ниже данные взяты из двух различных групп источников и имеют противоречивый характер, потому приведены через чёрточку) силовая установка — 1 × газотурбинный ЖРД на азотной кислоте и керосине, тяга на земле — 998 кг, длина — 4,87 / 5,94 м, диаметр — 103,6 / 38,1 см, размах крыла — 129,5 / ? см, скорость — 1368 / 3959 км/ч, практический потолок — 20,1 / 15,2 км, стартовая масса — 247 / 350 кг, масса боевой части — 40 кг, система наведения — по радиолучу. Американо-швейцарское военно-техническое сотрудничество на регулярной основе привело к тому, что в США был создан филиал указанной швейцарской компании, который проработал около десяти лет                            |
| MX-2223 | XSM-73 Goose                 |                            | Consolidated Vultee Aircraft Corp.                                                 | КР | ДЗВ | | ракета-имитатор стратегического бомбардировщика, разрабатывавшаяся в качестве ложной цели для системы противовоздушной обороны противника (подразумевались Войска ПВО СССР), чтобы среди массы ложных целей скрыть реальные средства воздушного нападения; изначально её реальное предназначение не разглашалось, вместо этого распространялась различного рода дезинформация |
| MX-2223 | XSM-73 Goose                 |                            | Fairchild Aircraft Company                                                         | КР / ПЛУР | ДЗВ | | изначально подрядчиком было заявлено, что разрабатывалась ракета «воздух—вода» для поражения подводных объектов, силовая установка — 1 × маршевый турбореактивный двигатель Fairchild J83 (или Fairchild J85) |
| Воздух—воздух |                              |                            |                                                                                    | | | | |
| MX-1601 | Nasty                        |                            | North American Aviation Inc.                                                       | УР | | | ракета стабилизируемая вращением, длина — 1,8 м, диаметр — 38 мм, вооружение бомбардировочной авиации — оружие воздушного боя (защита от истребителей противника). Проектировалась для отстрела из специальной ракетной пушки T-132. Проект отменен по неизвестным причинам |
| Неустановленное |                              |                            |                                                                                    | | | | |
| MX-931 | Radet                        |                            |                                                                                    | | | | проект отменён вследствие несоответствия требованиям ТТЗ лаборатории вооружений |
| Источник информации : Parsch, Andreas. Designations Of U.S. Air Force Projects (англ.). (электронный ресурс) // U.S. Military Aviation Designation Systems. — красным цветом выделены отмененные проекты. |                              |                            |                                                                                    | | | | |